# Enemy of Women
Ne pas confondre avec Enemies of Women, film muet américain sorti en 1923.
Pour plus de détails, voir Fiche technique et Distribution.
Enemy of Women est un film américain réalisé par Alfred Zeisler, sorti en 1944.

## Synopsis
Joseph Goebbels, alors dramaturge, rencontre le colonel Brandt et sa fille Maria, future actrice dont il tombe amoureux, mais sans que cela soit réciproque. Après avoir tenté de forcer sa chance, il est chassé par le colonel. Plus tard, ayant adhéré au nazisme et devenu ministre de la propagande du Troisième Reich, il retrouve Maria et tente d'influer sur sa carrière et de renouer avec elle. Mais celle-ci le rejette à nouveau.

## Fiche technique
- Titre original : Enemy of Women
- Titre original alternatif (nouvelle sortie en 1952) : The Mad Lover
- Sous-titre original : The Private Life of Paul Joseph Goebbels
- Réalisation : Alfred Zeisler
- Scénario : Alfred Zeisler et Herbert O. Phillips
- Musique, orchestrations et direction musicale : Arthur Guttman
- Directeur de la photographie : John Alton
- Direction artistique : Stanley Fleischer
- Costumes féminins : Kay West
- Montage : Douglas Bagler
- Producteur : W. R. Frank, pour la W. R. Frank Productions
- Distribution : Monogram Pictures
- Genre : Drame de propagande anti-nazi
- Format : Noir et blanc
- Durée : 72 min
- Date de sortie :
  - États-Unis : 10 novembre 1944

## Distribution
- Claudia Drake : Maria Brandt
- Paul Andor : Joseph Goebbels
- Donald Woods : Dr Hans Traeger
- H. B. Warner : Colonel Eberhardt Brandt
- Sigrid Gurie : Magda Quandt
- Ralph Morgan : M. Quandt
- Gloria Stuart : Bertha
- Robert Barrat : Heinrich Wallburg
- Beryl Wallace : Jenny Hartman
- Byron Foulger : Krause
- Lester Dorr : Hanussen
- Crane Whitley : Hanke
- Charles Halton : Oncle Hugo
- Marin Sais : Mme Bendler
- Erskine Sanford : Levine
- Stephen Roberts : l'indicateur

## Galerie photos

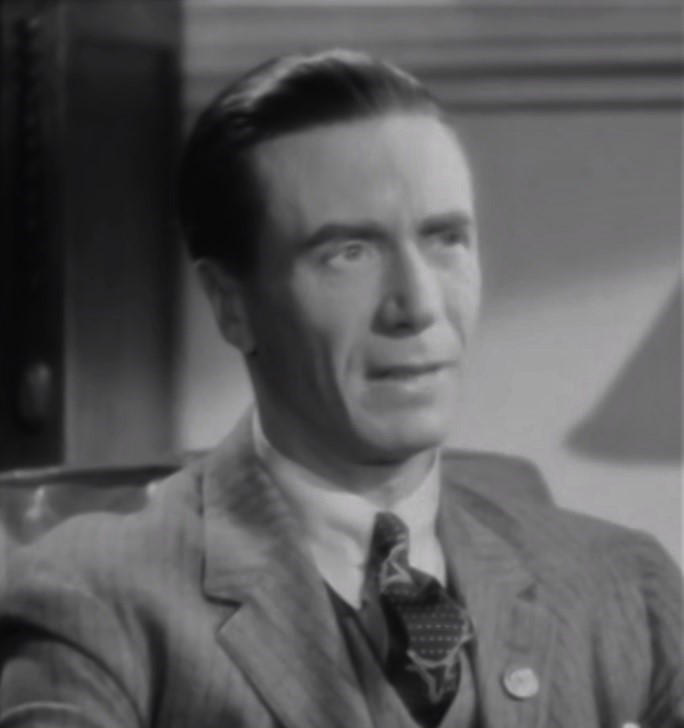
Paul Andor (Joseph Goebbels)
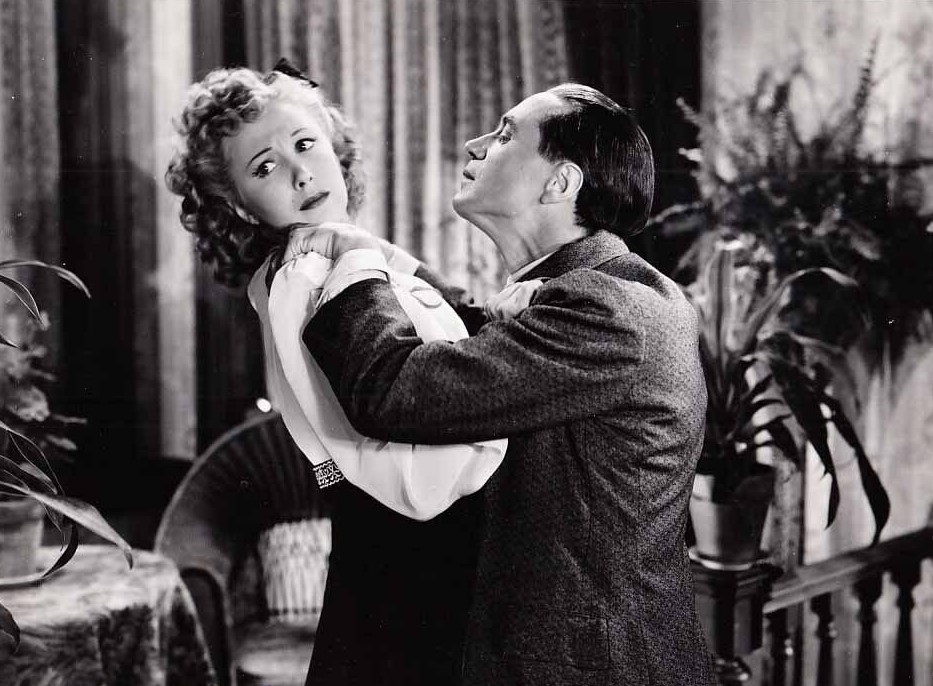
Claudia Drake et Paul Andor
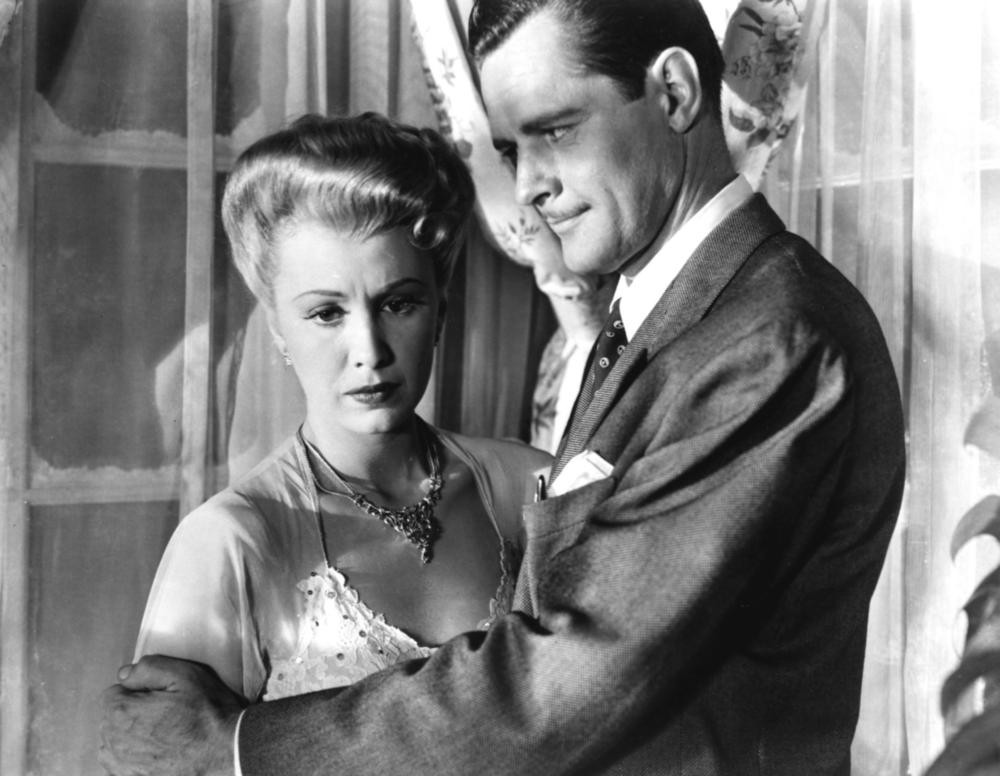
Claudia Drake et Donald Woods
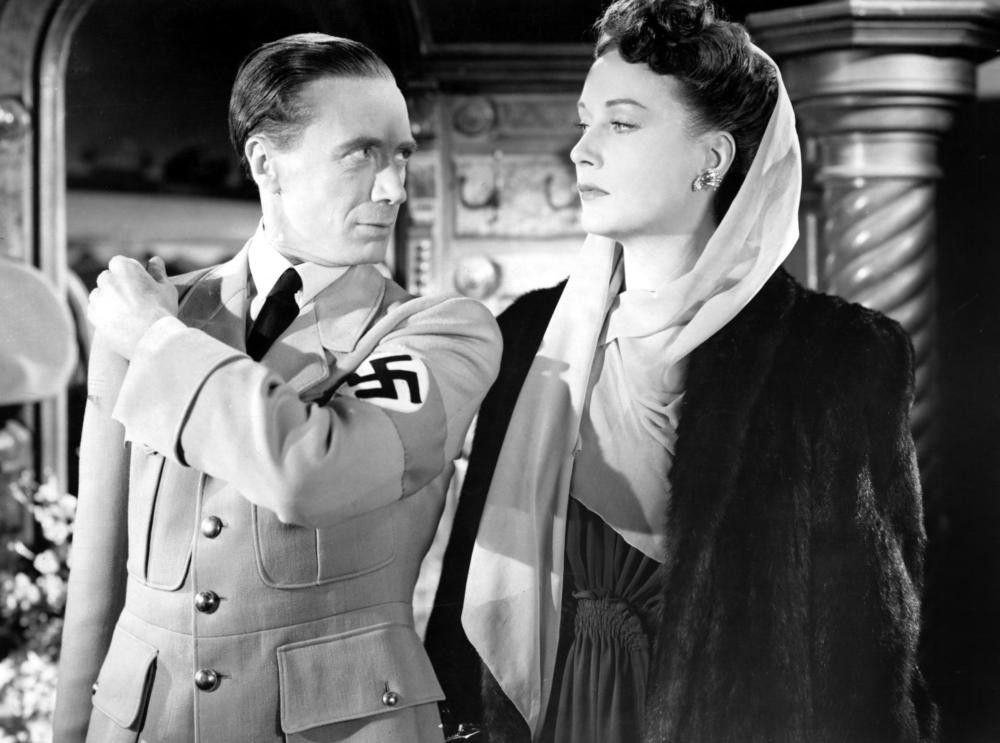
Paul Andor et Sigrid Gurie
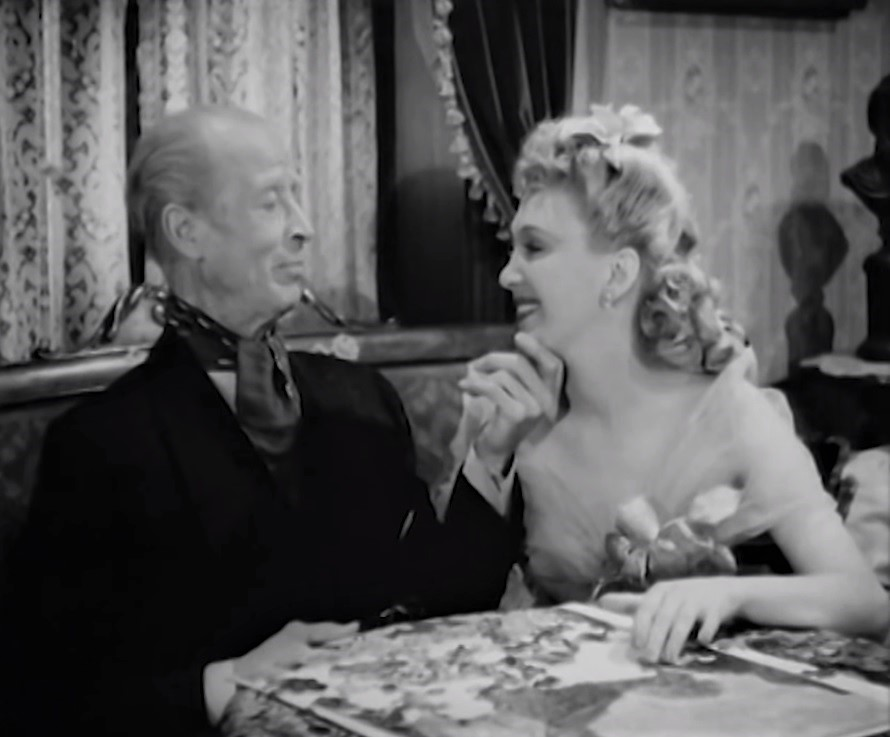
H. B. Warner et Claudia Drake